# 영국의 왕실 문장

영국의 왕실 문장

영국의 왕실 문장은 영국의 군주의 공식 문장이다. 현재 사용되고 있는 영국의 왕실 문장은 2022년에 즉위한 찰스 3세 국왕의 공식 문장인데, 1952년에 엘리자베스 2세 여왕이 즉위하면서 처음 사용되었다. 이 문장은 국왕이 군주로서 공인 자격일 때 사용하며 공식적으로는 지배권의 문장(Arms of Dominion)으로 알려졌다. 영국 왕실에서 국왕을 제외한 다른 왕족들이 사용하는 왕실 문장들은 각기 다르다. 스코틀랜드에서는 스코틀랜드부에 의해 구별할 수 있도록 변형시킨 또다른 왕실 문장을 사용하고 있다.
왕실 문장 가운데에 있는 방패는 4등분되어 있는데, 왼쪽 위와 오른쪽 아래에는 정면을 향해 오른쪽 앞다리를 들고 왼쪽을 향해 걷는 자세를 한 잉글랜드의 사자 세 마리가 자리 잡고 있다. 오른쪽 위에는 붓꽃 무늬로 장식한 2중 선 안에서 뒷발로 일어선 스코틀랜드의 사자가 있고, 왼쪽 아래에는 아일랜드를 상징하는 하프가 있다.
꼭대기 장식은 커다란 왕관 위에 올라선 사자로, 머리에 아래와 같은 형태의 왕관을 쓴 채 네 발로 서서 정면을 바라보고 있다.
방패의 왼편에는 역시 잉글랜드를 상징하는 왕관을 쓴 사자가 있으며, 오른편에는 스코틀랜드를 상징하는 유니콘이 있다. 전설에 따르면 유니콘이 속박에서 풀려나면 아주 위험한 짐승으로 돌변한다고 한다. 그러한 연유로 문장의 유니콘은 쇠사슬에 묶여 있다. 스코틀랜드식 왕실 문장에는 유니콘들이 방패의 양편 모두에 있다.
방패 밑에는 영국 군주들의 표어인 "신과 나의 권리"(Dieu et mon droit)가 쓰여져 있으며, 방패 뒤에는 가터 훈장의 표어인 "악한 생각을 하는 사람에게는 재앙이 온다"(Honi soit qui mal y pense)가 쓰여져 있다.

## 그 외의 왕실 문장

스코틀랜드에서 사용되는 영국의 왕실 문장
영국의 정부 문장
스코틀랜드에서 사용되는 영국의 정부 문장

## 역대 영국의 왕실 문장

### 잉글랜드 왕국 (1603년 이전)

1198년 ~ 1327년 리처드 1세, 존, 헨리 3세, 에드워드 1세, 에드워드 2세 시대의 잉글랜드 왕국의 왕실 문장
1327년 ~ 1377년 에드워드 3세 시대의 잉글랜드 왕국의 왕실 문장
1377년 ~ 1399년 리처드 2세 시대의 잉글랜드 왕국의 왕실 문장
1399년 ~ 1413년 헨리 4세 시대의 잉글랜드 왕국의 왕실 문장
1413년 ~ 1422년 헨리 4세, 헨리 5세 시대의 잉글랜드 왕국의 왕실 문장
1422년 ~ 1471년 헨리 6세 시대의 잉글랜드 왕국의 왕실 문장
1461년 ~ 1483년 에드워드 4세 시대의 잉글랜드 왕국의 왕실 문장
1483년 에드워드 5세 시대의 잉글랜드 왕국의 왕실 문장
1483년 ~ 1485년 리처드 3세 시대의 잉글랜드 왕국의 왕실 문장
1485년 ~ 1509년 헨리 7세 시대의 잉글랜드 왕국의 왕실 문장
1509년 ~ 1554년 헨리 8세, 에드워드 6세, 메리 1세 시대의 잉글랜드 왕국의 왕실 문장
1554년 ~ 1558년 메리 1세 시대의 잉글랜드 왕국의 왕실 문장
1558년 ~ 1603년 엘리자베스 1세 시대의 잉글랜드 왕국의 왕실 문장

### 잉글랜드 왕국 (1603년 ~ 1707년)

1603년 ~ 1649년 제임스 1세, 찰스 1세 시대의 잉글랜드 왕국의 왕실 문장
1603년 ~ 1649년 제임스 1세, 찰스 1세 시대의 잉글랜드 왕국의 왕실 문장 (스코틀랜드 전용 문장)
1649년 ~ 1653년 올리버 크롬웰 시대의 잉글랜드 연방의 문장
1653년 ~ 1659년 올리버 크롬웰, 리처드 크롬웰 시대의 호국경 시대의 문장
1659년 ~ 1660년 리처드 크롬웰 시대의 잉글랜드 연방의 문장
1660년 ~ 1689년 찰스 2세, 제임스 2세 시대의 잉글랜드 왕국의 왕실 문장
1660년 ~ 1689년 찰스 2세, 제임스 2세 시대의 잉글랜드 왕국의 왕실 문장 (스코틀랜드 전용 문장)
1689년 ~ 1694년 메리 2세, 윌리엄 3세 시대의 잉글랜드 왕국의 왕실 문장
1689년 ~ 1694년 메리 2세, 윌리엄 3세 시대의 잉글랜드 왕국의 왕실 문장 (스코틀랜드 전용 문장)
1694년 ~ 1702년 윌리엄 3세 시대의 잉글랜드 왕국의 왕실 문장
1694년 ~ 1702년 윌리엄 3세 시대의 잉글랜드 왕국의 왕실 문장 (스코틀랜드 전용 문장)
1702년 ~ 1707년 앤 시대의 잉글랜드 왕국의 왕실 문장

### 그레이트브리튼 왕국

1707년 ~ 1714년 앤 시대의 그레이트브리튼 왕국의 왕실 문장
1707년 ~ 1714년 앤 시대의 그레이트브리튼 왕국의 왕실 문장 (스코틀랜드 전용 문장)
1714년 ~ 1801년 조지 1세, 조지 2세, 조지 3세 시대의 그레이트브리튼 왕국의 왕실 문장
1714년 ~ 1801년 조지 1세, 조지 2세, 조지 3세 시대의 그레이트브리튼 왕국의 왕실 문장 (스코틀랜드 전용 문장)

### 그레이트브리튼 아일랜드 연합왕국

1801년 ~ 1816년 조지 3세 시대의 그레이트브리튼 아일랜드 연합왕국의 왕실 문장
1801년 ~ 1816년 조지 3세 시대의 그레이트브리튼 아일랜드 연합왕국의 왕실 문장 (스코틀랜드 전용 문장)
1816년 ~ 1837년 조지 3세, 조지 4세, 윌리엄 4세 시대의 그레이트브리튼 아일랜드 연합왕국의 왕실 문장
1816년 ~ 1837년 조지 3세, 조지 4세, 윌리엄 4세 시대의 그레이트브리튼 아일랜드 연합왕국의 왕실 문장 (스코틀랜드 전용 문장)
1837년 ~ 1922년 빅토리아, 에드워드 7세, 조지 5세 시대의 그레이트브리튼 아일랜드 연합왕국의 왕실 문장
1837년 ~ 1922년 빅토리아, 에드워드 7세, 조지 5세 시대의 그레이트브리튼 아일랜드 연합왕국의 왕실 문장 (스코틀랜드 전용 문장)

### 그레이트브리튼 북아일랜드 연합왕국

1922년 ~ 1952년 조지 5세, 에드워드 8세, 조지 6세 시대의 그레이트브리튼 북아일랜드 연합왕국의 왕실 문장
1922년 ~ 1952년 조지 5세, 에드워드 8세, 조지 6세 시대의 그레이트브리튼 북아일랜드 연합왕국의 왕실 문장 (스코틀랜드 전용 문장)
1952년 ~ 2022년 엘리자베스 2세 시대의 그레이트브리튼 북아일랜드 연합왕국의 왕실 문장

## 같이 보기
- 영국의 국기
- 캐나다의 국장
- 아일랜드의 국장